# Jan Olsson (kriminalkommissarie)
Jan Olsson, född 1936, är en svensk pensionerad kriminalkommissarie och författare.
Han har arbetat med många av de mest omtalade fallen i svensk kriminalhistoria exempelvis Norrmalmstorgsdramat, Bombmannen, Lasermannen, Thomas Quick och Norbert Kröcher.
Olsson har varit särskilt verksam som brottsplatsutredare och har utbildat blivande kriminaltekniker på Sri Lanka, föreläst i kriminalteknik och bistått några av landets främsta brottmålsadvokater i brottmål. I samarbete med psykiatern Ulf Åsgård var Olsson föregångare inom gärningsmannaprofilering i svenskt rättsväsende. De fick sitt genombrott i samband med polisutredningen av Lasermannen våren 1992. I juni 1993 fick Olsson och Åsgård uppdrag att utarbeta en gärningsmannaprofil i utredningen av mordet på Olof Palme.
Han var chef för Rikskriminalpolisens gärningsmannaprofilgrupp 1994–2001.
År 2013 utkom Olssons första roman, En mördare blir till. År 2022 utgavs boken De kallar honom Supersnuten: Jan Olsson, ett polisliv, där Olsson i samarbete med journalisten Peter H. Johansson skapat en krönika över brott som satt djupa spår i den svenska nutidshistorien.